# دان مک‌درموت
دان مک‌درموت (انگلیسی: Don McDermott; ۷ دسامبر ۱۹۲۹ – ۱ نوامبر ۲۰۲۰) ورزشکار اسکیت سرعت اهل ایالات متحده آمریکا بود.
وی در مسابقات کشوری و بین‌المللی در مجموع برندهٔ ۱ مدال نقره شده‌است.